# Desnjak
Desnjak este o localitate din comuna Ljutomer, Slovenia, cu o populație de 141 de locuitori.